# Hazel Hogarth
Hazel de Bohun Hogarth (25 de abril de 1882- 1 de junio de 1940) fue una jugadora inglesa de bádminton y tenis. Hogarth representó a Inglaterra trece veces entre 1904 y 1929 y se le atribuye ser la jugadora que innovó el servicio de revés. Tuvo un gran éxito en los Campeonatos de All England, ganando once títulos.
También jugó tenis y compitió en el Campeonato de Wimbledon, desde 1920 hasta 1928.

## Registro de medallas en el All England Badminton Championships
| Medalla        | Año  | Evento      | Modalidad       |
| -------------- | ---- | ----------- | --------------- |
| Medalla de oro | 1905 | All England | Dobles mixto    |
| Medalla de oro | 1912 | All England | Dobles mixto    |
| Medalla de oro | 1913 | All England | Dobles femenino |
| Medalla de oro | 1914 | All England | Dobles mixto    |
| Medalla de oro | 1920 | All England | Dobles mixto    |
| Medalla de oro | 1921 | All England | Dobles mixto    |
| Medalla de oro | 1922 | All England | Dobles femenino |
| Medalla de oro | 1922 | All England | Dobles mixto    |
| Medalla de oro | 1923 | All England | Dobles femenino |
| Medalla de oro | 1925 | All England | Dobles femenino |
| Medalla de oro | 1927 | All England | Dobles femenino |